# Colonne commune de Ramanya
La Colonne commune de Ramanya, également connue sous le nom de force opérationnelle commune de Ramanya, est une alliance militaire et une organisation ethnique armée active dans le sud de la Birmanie.

## Histoire
Sa création est annoncée le 19 janvier 2025 par plusieurs organisations de résistance môns qui luttent contre la junte militaire birmane. L'alliance comprend l'Armée de libération nationale Mon (Dictature anti-militaire) (en), l'Armée de libération Môn, la Force révolutionnaire de l'État Môn et la Force de défense de l'État Môn. Les groupes conviennent d'abord de s'unifier lors d'une réunion le 19 décembre 2024. L'objectif du groupe est d'unifier les groupes de résistance déconnectés qui combattent dans l'État Môn.